# Радіус гірації
Радіус гірації (рос. радиус гирации, англ. radius of gyration) — параметр (s), що характеризує розміри частинки будь-якої форми. Для жорстких частинок, що складаються з окремих елементів з масами mi, кожен з яких розташований на віддалі ri від центра мас, s визначається за формулою:
{\displaystyle s={\sqrt {\frac {\sum _{i}m_{i}r_{i}^{2}}{\sum _{i}m_{i}}}}.}
де підсумовування проводиться по всіх елементах.
У фізиці полімерів радіус гірації описує розміри полімерного ланцюжка і визначається як: 
{\displaystyle R_{\mathrm {g} }^{2}\ {\stackrel {\mathrm {def} }{=}}\ {\frac {1}{N}}\sum _{k=1}^{N}\left(\mathbf {r} _{k}-\mathbf {r} _{\mathrm {mean} }\right)^{2},}
де {\displaystyle N} — число полімерних ланок, а {\displaystyle \mathbf {r} _{mean}} — радіус-вектор середини полімерного ланцюжка.